# Diglyphomorphomyia sringeriensis
Diglyphomorphomyia sringeriensis är en stekelart som beskrevs av T.C. Narendran 2005. Diglyphomorphomyia sringeriensis ingår i släktet Diglyphomorphomyia och familjen finglanssteklar. Inga underarter finns listade i Catalogue of Life.